# Thorsten Scheer
Thorsten Scheer (* 1961 in Düsseldorf) ist ein deutscher Kunsthistoriker und Hochschullehrer.

## Leben
Nach dem Studium der Kunstgeschichte, Philosophie, Literaturwissenschaften und Geschichte an der Ruhr-Universität Bochum wurde Scheer dort mit einer kunsttheoretischen Arbeit über Postmoderne bei Michael Hesse und Beat Wyss promoviert.
1991 wurde er am Lehrstuhl für Baugeschichte der TU Dortmund wissenschaftlicher Mitarbeiter des Berliner Architekturhistorikers Fritz Neumeyer. Nach dessen Berufung an die TU Berlin nahm Scheer die Lehraufgaben der Professur wahr. Nach Lehraufträgen in Berlin, Bochum und Düsseldorf wurde Scheer 2003 auf die Professur für Kunstgeschichte, Baugeschichte und Architekturtheorie an der Peter Behrens School of Arts (Hochschule Düsseldorf) berufen.

## Tätigkeit
Neben seiner Tätigkeit als Hochschullehrer trat Scheer regelmäßig als Kurator von Ausstellungen hervor. Im Jahr 2000 war er wissenschaftlicher Leiter der Ausstellung „Architektur der Stadt. Stadt der Architektur – 100 Jahre Architektur und Städtebau in Berlin“ im Neuen Museum Berlin, 2002 kuratierte er die Ausstellung „Symmetrie und Symbol. Die Architektur von Fritz Schupp und Martin Kremmer“, die erstmals die Arbeit der Architekten des Schacht XII der Zeche Zollverein in einer Ausstellung würdigte und den verbliebenen Nachlass der Architekten der Öffentlichkeit präsentierte.
Es folgten mehrere Ausstellungen zu Architektur und zum Städtebau des 20. Jahrhunderts, etwa die Ausstellungen „60 Jahre Architektur und Städtebau in Nordrhein-Westfalen“ zum nordrhein-westfälischen Landesjubiläum 2006 (Düsseldorf, Berlin, Paris), „Architektur im Aufbruch. Die Architektur der 1960er Jahre“ (Duisburg, Bochum, Brüssel), „Peter Behrens und die Vielfalt der Gestaltung“, Düsseldorf 2015 aus Anlass des 75. Todestages von Peter Behrens sowie 2019 die Wanderausstellung „Neues Bauen im Westen“ (Berlin, Bielefeld, Düsseldorf, Köln, Münster) als Beitrag des Landes Nordrhein-Westfalen zum 100. Jahrestag der Gründung des Bauhauses.
2004 war Scheer außerdem als Kurator für Architektur und Städtebau der „Regionale 2004“ im Münsterland („links und rechts der Ems“) tätig.
Scheer war als Fachgutachter des österreichischen Wissenschaftsfonds (FWF), als Preisgerichtsgutachter in Architekturwettbewerben und als Mitglied im Fachbeirat von baukunst-nrw, einem nach seiner Idee und von ihm konzipierten Internetarchitekturführer zu Bauten des Landes Nordrhein-Westfalen, der 2012 mit dem Internetpreis des Deutschen Preises für Denkmalschutz ausgezeichnet wurde, tätig. Der Forschungsschwerpunkt von Thorsten Scheer liegt in der Kunstgeschichte seit dem 18. Jahrhundert, jüngst vor allem zu Fragen der Architekturästhetik der 1960er Jahre. 2019 wurde er zum außerordentlichen Mitglied des Bundes Deutscher Architektinnen und Architekten BDA berufen.
Seit 1994 betreibt Thorsten Scheer ein Verlagsbüro, in dem er Konzeptionen und die Gestaltung von Buchpublikationen erarbeitet.

## Veröffentlichungen (Auswahl)
- Postmoderne als kritisches Konzept. Die Konkurrenz der Paradigmen in der Kunst seit 1960. Fink Verlag, München 1992.
- mit Anja Thomas-Netik: Piet Mondrian. Komposition mit Rot, Gelb und Blau. Insel-Verlag, Frkf.a.M. 1995
- mit Andrea Mesecke: Das Kantdreieck. Josef Paul Kleihues. Verlag Ernst & Sohn, Berlin 1995, ISBN 978-3-433-02870-4
- mit Josef Paul Kleihues und Paul Kahlfeldt (Hrsag.): Stadt der Architektur. Architektur der Stadt. Architektur und Städtebau in Berlin 1900–2000. Nicolai-Verlag, Berlin 2000.
- mit Christian Marquart, Andrea Mesecke, Wolfgang Pauser (Hrsg.): Die Volkswagen-Architektur: Identität und Flexibilität als Konzept. Hatje Cantz, Ostfildern-Ruit 2001, ISBN 978-3-7757-1028-2
- mit Wilhelm Busch (Hrsg.): Symmetrie und Symbol. Die Industriearchitektur von Fritz Schupp und Martin Kremmer. Verlag der Buchhandlung Walther König, Köln 2002
- Kleihues, Josef Paul: Werke. Teil: Bd. 1., 1966-1980. Hatje Cantz, Ostfildern 2008, ISBN 978-3-7757-2086-1
- Die Gottfried-Wilhelm-Kolonie in Essen-Rellinghausen. Klartext Verlag, Essen 2009.
- Monumentalität. Peter Behrens zwischen Tradition und Moderne. Verlag Kettler, Dortmund 2018, ISBN 978-3-86206-695-7
- Neues Bauen im Westen. Beiträge zum Verhältnis von Avantgarde und der Architektur im Rheinland in den 1920er Jahren. Verlag der Buchhandlung Walther König, Köln 2019.